# Antônio Moreira de Barros
Antônio Moreira de Barros (Taubaté, 1841 — Paris, 1896) foi um político brasileiro.
Foi presidente da província de Alagoas, nomeado por carta imperial de 31 de julho de 1867, de 9 de setembro de 1867 a 22 de maio de 1868, ministro das Relações Exteriores do Brasil (ver Gabinete Sinimbu) e presidente da Câmara dos Deputados do Brasil.
Foi conselheiro de Dom Pedro II, deputado geral (Partido Liberal), cavaleiro da Grã-cruz da Ordem do Leão Holandês e oficial da Ordem da Rosa.
Sobrinho do barão de Pereira de Barros e primo do Conde de Santo Agostinho, todos membros da família Pereira de Barros, de Taubaté.
Possuia duas fazendas chamadas Quilombo, uma em Taubaté, e outra em São Carlos. Seu filho, o homônimo Antônio Moreira de Barros (1868-1919), possuía também fazenda em São Carlos (atual Ibaté), a Fazenda Palmital.